# Хеви метал (филм)
Хеви метал (енгл. Heavy Metal) је канадски антологијски научнофантастични фентази цртани филм за одрасле из 1981, редитеља Џералда Потертона према истоименој графичкој новели.
Светлећа зелена кугла – која оличава крајње зло – путује кроз простор и време, ширећи насиље и раздор за собом, док терорише младу девојку антологијом бизарних и фантастичних прича мрачне фантазије, еротике и ужаса.

## Радња

### Глатко слетање
У Прологу се лендер у облику старе корвете из 1957. одваја од спејс-шатла. Астронаут у свемирском оделу слеће у пустињу, откопчава падобран и приближава се викторијанској вили у чијем предворју га дочекује ћерка тинејџерка.

### Грималди
Астронаут прилази столу и отвара посуду из које излети зелена светлећа лопта налик лоптастој муњи. Астронаут умире у зеленом сјају, а уплашена девојка чује глас лопте, говорећи да је он жариште сваког зла.

### Хери Кењон
Оригинална прича Данијела Голдберга и Лена Блума; заснован на стрипу Дена О'Бенона и Мебијуса (Жан Жиро) – „Дуга сутрашњица“.
2031. година. У пустињи врше археолошка ископавања. Након открића зелене сфере Лок-Нара, умире један од археолога у заштитној маски. У међувремену, у футуристичком Њујорку, искусни таксиста Хери Кањон чита Њујорк тајмс од 3. јула 2031. о 35. Олимпијским играма у Марсовој орбити и сензационалном археолошком открићу Лок-Нара који ће бити изложен у Метрополитен музеју уметности. У међувремену, панкер (момак у прслуку са шиљцима, са фризуром Мохок) улази у такси и покушава да опљачка возача, али га се Хари лако отараси дезинтегратором.
Кењон случајно сведочи инциденту у близини Метрополитен музеја: дебели гангстер и његови киборзи убијају археолога који је водио ископавања. Ћерка жртве бежи, а Хери је ставља у свој ауто. Девојка му прича о открићу свог мртвог оца: због Лок-Нара људи умиру око њих, а сада је њен отац мртав. Хери доводи девојку у полицију, али они немају новца да плате истрагу, и води ћерку археолога у свој дом. Те ноћи девојка га заводи и они воде љубав.
Ујутро се Хери буди сам, а полиција му упада у стан тражећи ћерку археолога. Хери пориче да је познаје. Истог дана у Херијев ауто улази дебели гангстер, који се представља као Радник, заступајући интересе инвеститора са Венере. Он таксисти прети насиљем ако не пристане да сарађује са њима у потрази за девојком и несталим Лок-Наром.
Касније, девојка ступа у контакт са Херијем и убеђује га да јој помогне - да је одведе на састанак са гангстерима, где мора да им да Лок-Нар, обећавајући да ће поделити награду. Хери пристаје и они односе Лок Нар гангстерима, узимају новац и одлазе. Чим гангстер узме Лок-Нар у своје руке, Лок-Нар га раствара као киселина.
У Херијевом аутомобилу похлепна девојка прети таксисти пиштољем, али он је се отараси дезинтегратором, тако остављајући новац за себе.

### Ден
Написао Ричард Корбен
Ден, тинејџер штребер, проналази „зелени метеорит“ у својој башти и ставља га у своју колекцију минерала. Прође доста времена, а Ден, који је већ заборавио на свој проналазак, експериментише са струјом код куће, покушавајући да ухвати муњу. Лок-Нар увлачи дечака у свет „Невервер“ (Нигде), где се Дени претвара из мршавог, чупавог тинејџера у ћелавог, мишићавог момка по имену Дан. Нови свет га подсећа на филм Десет заповести. Он слеће на џиновског идола, одакле посматра чудан ритуал и спасава младу голу девојку, коју су свештеници спремали да жртвују „Улатеку“ (искривљено „Ктулу“ изговорено уназад). Када су на сигурном, девојка му каже да се зове Кетрин Велс и да долази из британске колоније на Гибралтару. Каже да је веома захвална на спасавању, али нема чиме да му захвали, осим својим телом.
Док се препуштају задовољствима, окружени су одредом поданика локалног вође револуције – Арда.
Кетрин и Дена одводе у Ард, који успављује Кетрин и затвара је у стаклени саркофаг. Дан сазнаје да само Ард може да врати девојку у живот - у замену за то, Ард нуди Дану да украде од краљице (жене која је водила ритуал у част Улатека) свету лопту - Лок-Нар. Дан се слаже, знајући да не може да убије Арда (он је бесмртан и његове ране од ватреног оружја тренутно зарастају).
Дан и ратници Арда инфилтрирају се у краљичину палату, где их чувари ухвате. Краљица показује отворену симпатију према Дену и нуди му да га пусти ако се свиди њеном незаситом телу. Дан ради одличан посао, а краљица је спремна да га учини својим савезником када сазна да су ратници Арда у међувремену стигли до Лок Нара и однели га.
Бежећи од разјарене краљице и гоњен од ње и њених трупа, Ден се враћа назад до идола, где се Ард већ спрема да жртвује Кетрин. Дан спасава девојку и они гледају крваву битку између Арда, краљице и њихове војске. Над идолом избија грмљавина, а Ден, сећајући се да је на овај свет дошао уз помоћ зеленог метеорита (веома сличан Лок-Нару) и муњевитог електрицитета, импровизованим средствима поново ствара почетне услове. Лок-Нар чини да краљица и Ард нестану, а Дан, одбијајући Кетринину понуду да постане нови владар преосталих трупа без владара или да се врати на Земљу, одлети са девојком, говорећи да је „на Земљи он нико, али овде он је ДЕН“.

### Капетан Стерн
Написао Берни Рајтстоун
У ходнику свемирске станице, мршав човек проналази сићушну зелену лопту. Стављајући пронађено у џеп, наставља пут. На истој свемирској станици, пред судом се појављује „храбри“ капетан Линколн Стерн. Суди му се за безброј пљачки, пиратске нападе у свемиру, диловање дроге, убиства, силовања... и један прекршај паркирања.
Стерн је проглашен кривим, и под огорченом галамом у сали и јадиковкама свог адвоката, повлачи се на своје место. У одговору на молбу адвоката, Стерн изјављује да има излаз: подмитио је сведока (иста особа која је нашла лопту у ходнику). Сведок по имену Хановер Фист почиње да говори суду да је капетан Стерн поштен човек и стуб друштва, али га Лок-Нар приморава да каже целу горку истину. На крају, Фист је толико бесан да предлаже страшне казне које би требало применити на Стерна: „Није довољно да га обесимо! Није довољно спалити га! Мора бити раскомадан и жив закопан! Убићу га!! Убићу те!!!“ Фист је толико побеснео да расте у величини: од мршавог човека претвара се у гомилу мишића две главе веће од Стерна (што веома подсећа на Халка). Он је нестрпљив да изврши своје претње, а Стерн бежи. Фист га јури ходницима станице, узрокујући уништење на његовом путу.
Коначно, Фист сабија Стерна у ћошак, где му се капетан мирно захваљује на сведочењу и даје му обећани мито, што сугерише да је цео наступ можда намештао Стерн, а никако Лок-Нар.
Стерн се такође лако отараси сведока који му више није потребан: након што се опростио од Фиста, отвара отвор у поду станице и Фист одлеће на свом последњем лету, изгоревши при проласку кроз атмосферу која окружује станицу. Од њега је остала само рука која држи мали Лок-Нар.

### Би-17
Амерички бомбардер из Другог светског рата Б-17 врши ноћни напад. Посада успева да бомбардује, али половина посаде је погинула, а мотор авиона је оштећен. Авион се спрема да слети када се зелена сфера Лок-Нара обруши на њега, претварајући мртве чланове посаде у крволочне зомбије. Живог прождиру копилота, а пилот успева да искочи падобраном - да би слетео на тропско острво, где се налази гробље мртвих летелица, насељено истим живим мртвацима.
Последње што видимо је црвена фигурица пилота на монитору, окружена је полако покретним зеленим сенкама, у чијим обрисима се наслућују зомбији.

### Тако лепо, тако опасно
Написао Ангус МекКи
У аутомобилу који је управо засијао црвено на нечијем монитору, научник др Арнак стиже у Пентагон. Он ће на састанку одржати говор о мистериозним мутацијама у Аризони („људима кожа постаје зелена, руке расту на леђима“). На састанку, доктор самоуверено разбија страхове сенатора и војске, уверен да је узрок мутација у нечему што лежи у свемиру. Доктор уверава публику да је, по његовом мишљењу, „Земља технички савршена цивилизација, једина у целом универзуму“. Пентагон је у међувремену у сенци огромног сферног свемирског брода.
Доктор одједном почиње да замуцкује, очију упртих у брош црвенокосе девојке Глорије стенографа, у зелену блиставу сферу. Са животињском страшћу, доктор јури на девојку и обара је на сто. У овом тренутку, кроз плафон сале пробија се огромна цев која вири из свемирског брода, а у њу увлачи доктора, заједно са стенографкињом. Сенатори и војска запрепашћено гледају у плафон док брод полази.
Након путовања кроз транспортни систем унутар брода, др Арнак се распада - испоставило се да је андроид. Робот налик играчки који води посаду брода прилично је изнервиран чињеницом да је андроид непоправљив, али је веома задовољан појавом лепе Глорије у црвеном минићу и љубичастој блузи. Уз помоћ свог тима међузвезданих хипија, он убеђује Глорију да остане са њима, убеђујући их да није у њиховој моћи да је врате на Земљу. У следећој сцени, гола Глорија пуши на кревету, лежи са роботом и прича како се добро осећала. Робот даје понуду за брак, али Глорија инсистира на јеврејском венчању.
Док робот и Глорија расправљају о плановима, хипи пилоти, шмрчући „плутон кокаин“ падају у блажену нирвану, па тако умало да сруше брод када слете на огромну свемирску станицу.
Пре последње приче, Лок-Нар каже девојци да у њој постоји моћ коју она сама не разуме и неће дозволити да се та моћ пробуди. Пре њене смрти, он је позива да види како ће њен свет бити уништен.

### Таарна
На основу прича Мебијуса о Арзаку
Лок-Нар слеће на пустињску планету и испљуне талас зелене лаве који дави хорду ратоборних, мада радних варвара. Када се талас лаве спусти, људи се мењају – њихова кожа постаје зелена, очи им светле жутом ватром. Лок-Нар их је обдарио манијом за убиство: цела хорда жури да нападне миран град. Старешина града, упркос уверењима својих сабораца, одбија да наоружа грађане и нуди да позове у помоћ умирући град, последње преживеле од готово мртве Тааракиен расе – браниоце.
Таарна, прелепа девојка ратница са седом косом и стилизованим мачем око врата, долази на њихов позив (лети на крилатом створењу налик птеродактилу). Таарна лети изнад пустиње до огромног храма Тааракиен. У центру храма је статуа жене ратнице са мачем у рукама. Таарна скида дуксерицу, скаче у базен испред идола, а када изађе из воде, опрема се, облачи црне чарапе, црвене чизме, црни бикини са каишем и крагном. Она узима златни мач и прилази статуи. Енергија из мача у рукама статуе прелази у Таарнин мач.
Авај, Таарна долази прекасно – град је уништен, старешине су мртве, а једино што Таарни показује пут до убица је медаљон са словом З, стегнут у прстима обезглављеног Старца. Таарна је на трагу мутантских варвара. Она улази у кафану и, након изненадног избијања сукоба, хладнокрвно их убија мачем. Она у тишини предаје Старчев медаљон шанкеру, на шта он говори о зеленом сјају на другој страни оазе. Она пристиже тамо и бива заробљена у исушеном кањону. Таарна се бори са вођом варвара и побеђује га у жестокој борби. Рањена, крвава, она оседла своју такође повређену летачицу и јури са њим до Лок-Нара. Користећи енергију мача, Таарна уништава Лок-Нар.

### Епилог
Истовремено са уништењем у Таарнином свету, Лок-Нар је такође уништен на Земљи. Лопта експлодира, али девојка успева да побегне неколико секунди пре експлозије. Она стоји у пољу, а док гледа рушевине, с неба се спушта птица, веома слична Таарнином летачу, девојка седне на њега, и заједно одлете у зору – вијори се девојачка избледела коса, разоткривајући жиг Тааракиена на њеном врату.